# الکساندر کری
الکساندر کری (انگلیسی: Alexander Cary, Master of Falkland; ۱ فوریهٔ ۱۹۶۳ – ) فیلم‌نامه‌نویس و تهیه‌کننده اهل بریتانیا بود.